# محمود رفعت
محمود رفعت (به زبان عربی: محمود رفعت، Latin: Mahmoud Refaat) (متولد ۵ اردیبهشت ۱۳۵۷) و کارشناس حقوق بین‌الملل، مشاور سیاست خارجی و نویسنده است.
وی رئیس انستیتوی اروپایی برای حقوق بین‌الملل و روابط بین‌الملل اروپا در بروکسل بلژیک و رئیس هیئت مدیره روزنامه بین‌المللی گازته در لندن، انگلستان و همچنین عضو انجمن روزنامه‌نگاران بریتانیا بی.ای.جی و عضو اتحادیه ملی نویسندگان آمریکا – ان. دبلیو. آر واقع در نیویورک است. وی شهروند فرانسوی-بلژیکی با اصالت مصری است، زندگی بین پاریس، بروکسل و لندن.
محمود رفعت در زمینه حقوق بشر و تغییرات اقلیمی فعال است، وی از طریق مؤسسه حقوق بین‌الملل و روابط بین‌الملل اروپا برای حمایت از حقوق بشر به ویژه در کشورهای خاورمیانه، و همچنین برای خاطر نشان کردن خطرات تغییرات اقلیمی و تأثیر آنها بر بشریت چندین کمپین به راه انداخته‌است.

## فعالیت‌های بین‌المللی در زمینه صلح
در ماه مارس ۲۰۱۹، آقای محمود رفعت گروه اقدام بشردوستانه برای یمن از طریق مؤسسه حقوق بین‌الملل و روابط بین‌الملل اروپا به‌منظور اطمینان از ارسال مواد غذایی و تجهیزات پزشکی برای غیرنظامیان در یمن را راه‌اندازی کرد. از نظر سازمان ملل متحد بحران یمن به بدترین بحران انسانی جهان تبدیل شد. همچنین وی و نخست‌وزیر سابق لیبی، عمر الحسی، گروه اقدام بین‌المللی صلح را در لیبی تأسیس کردند وی سمت هماهنگ‌کننده عام را به عهده گرفت، که در ۱۲ ماه می ۲۰۱۸ از پایتخت کشور تونس آغاز به فعالیت کرد.

## گروه اقدام بشردوستانه برای یمن
گروه اقدام بشردوستانه برای یمن در ماه مارس ۲۰۱۹ توسط محمود رفعت از طریق مؤسسه حقوق بین‌الملل و روابط بین‌الملل اروپا با هدف تأمین مواد غذایی و تجهیزات پزشکی برای غیرنظامیان در یمن راه‌اندازی شد. طبق نظر سازمان ملل متحد به دلیل جنگ و محاصره به رهبری ائتلاف عربستان سعودی و امارات متحده عربی بحران یمن به فاجعه‌بارترین بحران انسانی جهان تبدیل شد. همچنین این گروه جهت همکاری نزدیک با جامعه بین‌المللی برای پایان دادن به جنگ یمن و محاکمه عاملین جنگ یمن ایجاد گردید. در اوایل سال ۲۰۱۹، محمود رفعت اعلام کرد که محمد بن سلمان و محمد بن زاید آل نهیان باید به عنوان جنایتکاران جنگی به دلیل نقش‌شان در بحران‌های یمن محاکمه شوند. جدای ازاینکه غیرنظامیان در بمباران ائتلاف عربستان-امارات کشته شدند، آنها هزاران غیرنظامی را به کام گرسنگی کشاندند و باعث شیوع بیماری وبا شدند.

## گروه اقدام بین‌المللی صلح در لیبی
در ۱۲ ماه می ۲۰۱۸، محمود رفعت و نخست‌وزیر سابق لیبی عمر الحسی گروه اقدام بین‌المللی برای برقراری صلح در لیبی را تأسیس کردند و وی سمت هماهنگ‌کننده عام را به عهده گرفت، که از پایتخت تونس در ۱۲ ماه می ۲۰۱۸ شروع بکار کرد. در همان ماه، گروه اقدام بین‌المللی برای صلح در لیبی، نمایندگان ارسالی سازمان ملل به لیبی و امارات متحده عربی را به نقض قطعنامه‌های شورای امنیت در مورد لیبی متهم کرد و از آغاز کارزاری برای پیگرد قانونی نمایندگان سازمان ملل به لیبی و امارات متحده عربی در دادگاه کیفری بین‌المللی خبر داد.

## انتخابات ریاست جمهوری مصر - ۲۰۱۸
در انتخابات ریاست جمهوری مصر در سال ۲۰۱۸ محمود رفعت رهبری ستاد انتخاباتی رئیس سابق ارتش مصر، سرلشکر سامی عنان را بعهده داشت و به عنوان مدیر ستاد انتخاباتی و سخنگوی سامی عنان فعالیت می‌کرد. هنگامی که سامی عنان به دلیل کاندید شدن در انتخابات ریاست جمهوری دستگیری شد، رفعت رژیم مصر به رهبری عبدالفتاح السیسی را به آدم‌ربایی عنان متهم کرد، وی همچنین رژیم مصر را متهم کرد که ۳۰ نفر از اعضای کارزار انتخاباتی و تعدادی از اعضای خانواده آنها را دستگیر کرده‌اند، پس از دستگیری عنان، وی مبارزات خود را از خارج ادامه داد.
در ماه مه ۲۰۱۸، دو ماه پس از انتخابات، محمود رفعت رژیم مصر را به تلاش برای ترور سامی عنان نامزد ریاست جمهوری در زندان در قاهره متهم کرد. او همچنان اعلام کرد اسناد نظامی که بخاطر آنها معاون رئیس‌جمهور عنان هیشام ژینینا به افشای اسرار نظامی متهم شده و به پنج سال حبس در زندان محکوم شده بود را در اختیار دارد، و مسئولیت خود را در قبال این پرونده اعلام کرد و خواستار تبرئه هیشام ژینینا شد.